# Манастирско
Манастирско (болг. Манастирско) — село в Болгарии. Находится в Разградской области, входит в общину Лозница. Население составляет 157 человек.

## Политическая ситуация
В местном кметстве Манастирско, в состав которого входит Манастирско, должность кмета (старосты) исполняет Ремзи Неджибов Мухаремов (Движение за права и свободы (ДПС)) по результатам выборов правления кметства.
Кмет (мэр) общины Лозница — Айхан Мустафов Хашимов (ДПС) по результатам выборов в правление общины.